# مونشوایلر ام کلینگباخ
مونشوایلر ام کلینگباخ (به آلمانی: Münchweiler am Klingbach) یک شهر در آلمان است که در زودلیشه واینشتراسه واقع شده‌است. مونشوایلر ام کلینگباخ ۲۲۳ نفر جمعیت دارد.